# Marianna Aprile
Marianna Celeste Aprile (Bari, 3 maggio 1976) è una giornalista, opinionista, conduttrice radiofonica e televisiva italiana, caposervizio del settimanale Oggi.

## Biografia
Figlia del giornalista Pino Aprile, dopo il diploma di maturità classica si è laureata con lode in antropologia all'Università La Sapienza di Roma nel 2000. Nel 2000 ha iniziato a scrivere per Novella 2000. Nel 2008 è passata al settimanale Oggi, dove è stata dapprima notista politica e poi capo-redattrice, ruolo che attualmente ricopre.
Durante l'estate del 2014 ha condotto su Rai 3 il programma Millennium, e, due anni dopo, nel 2016, è stata ospite ricorrente del talk-show a sfondo politico Otto e mezzo.
Nel 2019 ha pubblicato il suo primo libro, Il grande inganno, edito da Piemme. Nel 2021 è stata ospite ricorrente di In onda, programma TV politico trasmesso su LA7. Dal 2021 al 2023 ha co-condotto al fianco di Luca Bottura il programma Forrest su Rai Radio 1.
Dal 1º agosto 2022 conduce assieme a Luca Telese la versione estiva del programma In onda su LA7, sostituendo per il mese di agosto la coppia David Parenzo-Concita De Gregorio.

## Programmi

### Televisivi
- Millennium (Rai 3, 2014) conduttrice
- In onda (LA7, 2022 - in corso) conduttrice

### Radiofonici
- Forrest (Rai Radio 1, 2022-2023) co-conduttrice

## Libri
- Il grande inganno: first lady, nemiche perfette ed eroine silenti: così la politica nasconde le donne, Piemme, 2019, ISBN 978-88-566-7342-5.
- In balia, la Nave di Teseo, 2021, ISBN 978-88-346-0785-5.